# Théorème de composition des limites
En mathématiques, le théorème de composition des limites est un théorème de base de l'analyse réelle. Il permet d'exprimer une limite d'une fonction composée, connaissant les limites des fonctions la composant.

## Énoncé
Le théorème ci-dessous est souvent énoncé en se restreignant au cas où les ensembles {\displaystyle A} et {\displaystyle B} sont des intervalles. Dans ce cas, dire que {\displaystyle a} est adhérent à {\displaystyle A} signifie simplement que {\displaystyle A} est non vide et que {\displaystyle a} est l'une de ses deux extrémités ou l'un de ses éléments.

Soient {\displaystyle A} et {\displaystyle B} deux parties de {\displaystyle \mathbb {R} }, {\displaystyle f:A\to B} et {\displaystyle g:B\to \mathbb {R} } deux applications, et {\displaystyle a,b,c} trois points de la droite réelle achevée {\displaystyle {\overline {\mathbb {R} }}=\mathbb {R} \cup \{-\infty ,+\infty \}}, avec {\displaystyle a} adhérent à {\displaystyle A}.
{\displaystyle {\text{Si}}\quad \lim _{x\to a}f(x)=b\quad {\text{et}}\quad \lim _{y\to b}g(y)=c,\quad {\text{alors}}\quad \lim _{x\to a}(g\circ f)(x)=c.}
En particulier : si {\displaystyle (y_{n})} est une suite à valeurs dans {\displaystyle B} et de limite {\displaystyle b} et si {\displaystyle \lim _{y\to b}g(y)=c}, alors la suite {\displaystyle (g(y_{n}))} admet {\displaystyle c} pour limite.
Plus généralement, on a les mêmes implications lorsque {\displaystyle a,b,c} appartiennent respectivement à trois espaces topologiques {\displaystyle X,Y,Z} avec {\displaystyle A\subset X}, {\displaystyle B\subset Y}, {\displaystyle f:A\to B}, {\displaystyle g:B\to Z} et {\displaystyle a\in {\overline {A}}}.

## Application
Ce théorème est notamment utilisé pour lever les formes indéterminées de certaines fonctions par changement de variable.